# 近未来創世記 日本を救うヤバイ偉人
『近未来創世記 日本を救うヤバイ偉人』は、2021年に日本テレビで二度放送された教養バラエティ特番である。

## 概要
令和の「ヤバイ偉人」を紹介するアカデミックバラエティー。自然災害や新たな感染症の拡大など、さまざまなピンチに直面している日本。そんな日本を、誰も思いつかない「ヤバイ発想」で救うべく奮闘している「ヤバイ偉人」を、インタビュー取材や再現ドラマで紹介する。MCは所ジョージ、木梨憲武、渡辺直美。

## 出演者
MC 
- 所ジョージ
- 木梨憲武（とんねるず）
- 渡辺直美

### 第1弾
ゲスト 
- 岸優太（King & Prince）
- 福原遥

 偉人VTR 
- 尾身茂
- 春間豪太郎
- 前田瑶介
- 鈴木俊貴
- 金子勇
- サトシ・ナカモト

 再現VTR出演 
- 中村俊介
- 瀬戸利樹

 リポーター 
- ニューヨーク

 ナレーター 
- 梶裕貴
- 佐倉綾音

### 第2弾
ゲスト 
- ジェシー（SixTONES）
- 佐久間由衣

 偉人VTR 
- 山舩晃太郎
- MIKIKO
- 瀬尾拡史
- 江副浩正

 再現VTR出演 

 ナレーター 
- 梶裕貴
- 佐倉綾音

## スタッフ
- 総監督 - 小澤龍太郎
- 演出 - 渡辺春佳
- 構成 - アリエシュンスケ、西村耕平、デーブ八坂、川嶋結衣
- TM - 木村博靖
- SW - 大庭茂嗣
- カメラ - 早川智晃
- 照明 - 池長正宏
- 調整 - 吉崎慶（第2回、第1回は音声）
- 音声 - 梓沢曜平（第2回、第1回は調整）
- 美術 - 大川明子、山本澄子
- デザイン - 熊崎真知子
- 大道具 - 小林凪（第2回）
- 電飾 - 黒沢裕之（第2回）
- 小道具 - 米山幸市
- 美術協力 - 日本テレビアート
- 技術協力 - オムニバスジャパン
- 編集 - 馬場勇次（第2回）
- MA - 和田龍彦（第2回）
- 音効 - 古川直樹（第2回、タルス）
- CG - 森三平
- 協力 - ニシカワネクスメディア事業部（第2回、第1回はNEXMEDIAと表示）、アフロ、ワールドスキャンプロジェクト、イメージマート（ワールド・イメージ→第2回）
- 監修 - 東京海洋大学大学院教授 岩淵聡文、神奈川県立こども医療センター 循環器内科 上田秀明、池川建（共に第2回）
- リサーチ - Vispo 大久保貴之、ライダーズオフィス 大野なおと（大野→第2回）
- TK - 石島加奈子
- デスク - 高桑繭子
- 制作進行 - 成家理恵
- ディレクター - 井上将司、市川隆、元木秀和、曽我翔、丸山太嘉志、板倉裕樹、藁科啓／森脇敬嗣、内野紗月、高野俊樹、深谷莉菜、赤坂賢一、古積拡也、渡邊宏基（丸山・森脇・内野・高野・深谷・赤坂・古積・渡邊→第2回、森脇・内野・深谷→第1回はAD）
- スーパーバイザー - 河野直樹、矢坂義之
- プロデューサー - 合田伊知郎、久道恵、竹下美佐、佐藤友美、城下直子、阿河朋子／飛戸亜紀、深井香織（佐藤・飛戸・深井→第2回、飛戸・深井→第1回はAP）
- チーフプロデューサー - 倉田忠明
- 制作協力 - 日企、AX-ON、えすと
- 製作著作 - 日本テレビ

### 過去のスタッフ
- デザイン - 新貝香織（第1回）
- 大道具 - 今泉寿浩、米田尚弘（共に第1回）
- 電飾 - 佐藤勉、上船海（共に第1回）
- 編集 - 三浦淳（第1回）
- MA - 松岡洋一（第1回）
- 音効 - 高取謙（第1回、ブルービート）
- CG - ドラゴンプーピクチャーズ（第1回）
- 協力 - 日刊スポーツ、ロイター、AP、写真家 三浦健司（共に第1回）
- 監修 - 東京大学大学院工学系研究科 教授  沖大幹、総合研究大学院大学教授 沓掛展之、松田政策研究所代表 松田学（共に第1回）
- リサーチ - 大野真澄（第1回）
- AD - 幾留くるみ、小田井雄介、丹羽理沙子／山本彩加、庄司匠／高橋翔生、安藤はるな、高橋麻利（共に第1回）
- AP - 松岡梨奈（第1回）
- ディレクター - 高木梨奈／小倉寛太、田中涼也／村井伸一、南條友香（共に第1回）